# آبشار راین (کرمان)
آبشار رایِن در دامنه‌های کوه هزار است. این آبشار. یکی از جاذبه‌های طبیعی گردشگری استان کرمان می‌باشد.
این آبشار در ۱۴ کیلومتری جنوب غربی شهر راین و بر دامنه‌های جبههٔ شرقی کوه هزار فرو می‌ریزد. آبشار راین از ریزش رودخانه‌ای پدید می‌آید که سرچشمه‌های آن در ارتفاعات بالادست و از دل دامنه‌ها و دیواره‌های برف گیر هزار همچون تاج خروس جریان می‌یابد. آبشار راین طی ۴ مرحله فرو می‌ریزد که مرحلهٔ اول ۳ متر و پس از آن ۴ متر، مرحله سوم از لبه پرتگاه تا نقطه‌ای که سنگ بزرگی در دیواره‌ها قفل شده و مرحلهٔ بعد ریزش از سنگ بزرگ تا کف سنگی حوضچهٔ آبشار و پخش آب بر دیواره سنگی شیب دار و حرکت در لابه لای بیدها و کنارهٔ دیواره بلند سنگی می‌باشد.
به دلیل وجود شیاری در محل ریزش آب، حرکت نمودن در پشت آبشار و لذت بردن از خنکای ذرات آب تجربه‌ای مثال زدنی را به وجود می‌آورد که این تجربه در زمستان تبدیل به یخ نوردی ساده و هیجان‌آور می‌گردد. همچنین مسیر اصلی صعود، به قله از دامنه روبروی آبشار آغاز می‌شود. مسیر حرکت تا ارتفاع ۳۲۰۰ متری در حاشیهٔ رودخانه ادامه دارد و پونه‌ها و گل‌های وحشی طول راه را در برگرفته‌اند.